# 张承典
张承典（？—？），云南牟定人，中华人民共和国政治人物。

## 生平
因文化大革命爆发并蔓延到沧源县，中共沧源县委机制破坏。1971年7月19日，中共云南省委任命军代表张承曲为中共沧源县委书记。1973年6月，由杨有志接任。